# Tour de l'Ain 2013
Il Tour de l'Ain 2013, venticinquesima edizione della corsa e valevole come evento dell'UCI Europe Tour 2013 categoria 2.1, si svolse in quattro tappe, precedute da un prologo, dal 9 al 13 agosto 2013 su un percorso di 551,4 km, con partenza da Trévoux e arrivo a Belley, in Francia. La vittoria fu appannaggio del francese Romain Bardet, che completò il percorso in 14h09'22", precedendo lo spagnolo Luis León Sánchez ed il connazionale John Gadret.
Sul traguardo di Belley 102 ciclisti, sui 120 partiti da Trévoux, portarono a termine la competizione.

## Tappe
| Tappa  | Data      | Percorso                    | km    | Vincitore di tappa | Leader cl. generale |
| ------ | --------- | --------------------------- | ----- | ------------------ | ------------------- |
| Prol.  | 9 agosto  | Trévoux > Trévoux           | 4,5   | Gianni Meersman    | Gianni Meersman     |
| 1ª     | 10 agosto | Lagnieu > Bourg-en-Bresse   | 156,2 | Leonardo Duque     | Gianni Meersman     |
| 2ª     | 11 agosto | Ferme de la Forêt > Oyonnax | 147,6 | Grega Bole         | Fabio Felline       |
| 3ª     | 12 agosto | Izernore > Monts Jura       | 137,9 | Luis León Sánchez  | Tom-Jelte Slagter   |
| 4ª     | 13 agosto | Nantua > Belley             | 134,3 | Wout Poels         | Romain Bardet       |
| Totale | Totale    | Totale                      | 551,4 |                    |                     |

## Squadre partecipanti
Alla manifestazione parteciparono 20 squadre composte da 6 corridori, per un totale di 120 corridori al via.
| N.    | Cod. | Squadra                          |
| ----- | ---- | -------------------------------- |
| 1-6   | FDJ  | FDJ                              |
| 11-16 | GRS  | Garmin-Sharp                     |
| 21-26 | VCD  | Vacansoleil-DCM Pro Cycling Team |
| 31-36 | COF  | Cofidis                          |
| 41-46 | EUC  | Team Europcar                    |
| 51-56 | OPQ  | Omega Pharma-Quickstep           |
| 61-66 | SOJ  | Sojasun                          |
| 71-76 | BSE  | Bretagne-Séché                   |
| 81-86 | ALM  | AG2R La Mondiale                 |
| 91-96 | RDT  | Rabobank Development             |

| N.      | Cod. | Squadra                      |
| ------- | ---- | ---------------------------- |
| 101-106 | TST  | Team Saxo-Tinkoff            |
| 111-116 | COL  | Team Colombia                |
| 121-126 | BEL  | Belkin                       |
| 131-136 | AUB  | BigMat-Auber 93              |
| 141-146 | RLM  | Roubaix Lille Métropole      |
| 151-156 | LPM  | La Pomme Marseille           |
| 161-166 | IAM  | IAM                          |
| 171-176 | FRA  | Selezione Francia U23        |
| 181-186 | AND  | Androni Giocattoli-Venezuela |
| 191-196 | TCE  | Selezione Colombia U23       |

## Dettagli delle tappe

### Prologo

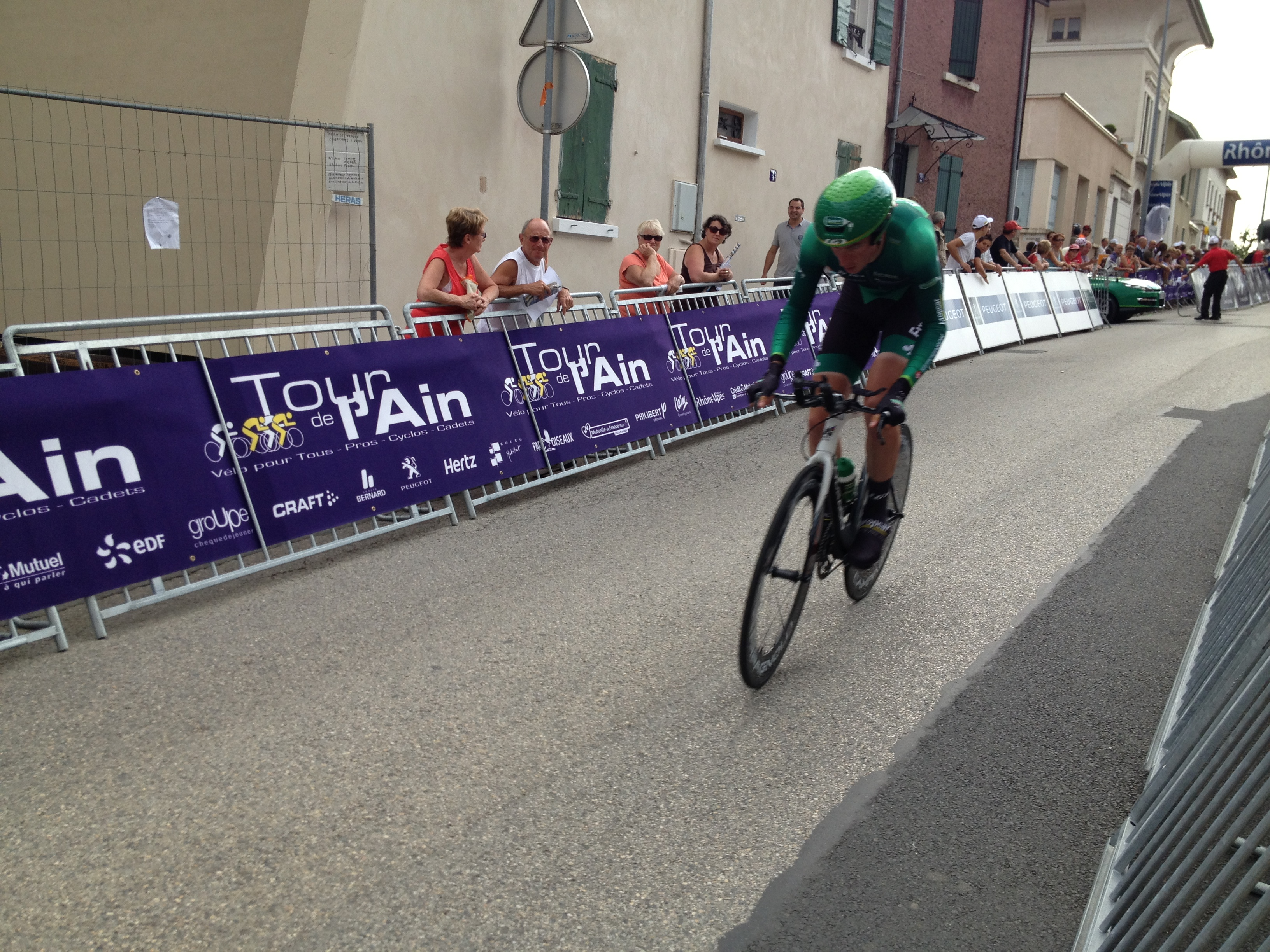
Un corridore della Europcar, impegnato nel Prologo

- 9 agosto: Trévoux (cronometro individuale) – 4,5 km

Risultati
| Pos. | Corridore       | Squadra  | Tempo |
| ---- | --------------- | -------- | ----- |
| 1    | Gianni Meersman | Omega    | 5'31" |
| 2    | Dries Devenyns  | Omega    | s.t.  |
| 3    | Arnaud Gérard   | Bretagne | a 1"  |

| Pos. | Corridore       | Squadra  | Tempo |
| ---- | --------------- | -------- | ----- |
| 1    | Gianni Meersman | Omega    | 5'31" |
| 2    | Dries Devenyns  | Omega    | s.t.  |
| 3    | Arnaud Gérard   | Bretagne | a 1"  |

### 1ª tappa
- 10 agosto: Lagnieu > Bourg-en-Bresse – 156,2 km

Risultati
| Pos. | Corridore        | Squadra     | Tempo    |
| ---- | ---------------- | ----------- | -------- |
| 1    | Leonardo Duque   | Colombia    | 3h45'23" |
| 2    | Yannick Martinez | La Pomme    | s.t.     |
| 3    | Romain Feillu    | Vacansoleil | s.t.     |

| Pos. | Corridore       | Squadra  | Tempo    |
| ---- | --------------- | -------- | -------- |
| 1    | Gianni Meersman | Omega    | 3h50'54" |
| 2    | Dries Devenyns  | Omega    | s.t.     |
| 3    | Arnaud Gérard   | Bretagne | a 1"     |

### 2ª tappa
- 11 agosto: Ferme de la Forêt > Oyonnax – 147,6 km

Risultati
| Pos. | Corridore      | Squadra      | Tempo    |
| ---- | -------------- | ------------ | -------- |
| 1    | Grega Bole     | Vacansoleil  | 3h45'04" |
| 2    | Fabio Felline  | Androni      | s.t.     |
| 3    | Fabian Wegmann | Garmin-Sharp | s.t.     |

| Pos. | Corridore      | Squadra  | Tempo    |
| ---- | -------------- | -------- | -------- |
| 1    | Fabio Felline  | Androni  | 7h25'54" |
| 2    | Dries Devenyns | Omega    | a 4"     |
| 3    | Arnaud Gérard  | Bretagne | a 5"     |

### 3ª tappa
- 12 agosto: Izernore > Monts Jura – 137,9 km

Risultati
| Pos. | Corridore         | Squadra | Tempo    |
| ---- | ----------------- | ------- | -------- |
| 1    | Luis León Sánchez | Belkin  | 3h53'06" |
| 2    | Tom-Jelte Slagter | Belkin  | a 1"     |
| 3    | Romain Bardet     | AG2R    | s.t.     |

| Pos. | Corridore         | Squadra  | Tempo     |
| ---- | ----------------- | -------- | --------- |
| 1    | Tom-Jelte Slagter | Belkin   | 10h53'53" |
| 2    | Luis León Sánchez | Belkin   | a 4"      |
| 3    | Stéphane Rossetto | Auber 93 | a 20"     |

### 4ª tappa
- 13 agosto: Nantua > Belley – 134,3 km

Risultati
| Pos. | Corridore     | Squadra     | Tempo    |
| ---- | ------------- | ----------- | -------- |
| 1    | Wout Poels    | Vacansoleil | 3h15'13" |
| 2    | Romain Bardet | AG2R        | s.t.     |
| 3    | John Gadret   | AG2R        | a 1'12"  |

| Pos. | Corridore         | Squadra | Tempo     |
| ---- | ----------------- | ------- | --------- |
| 1    | Romain Bardet     | AG2R    | 14h09'22" |
| 2    | Luis León Sánchez | Belkin  | a 1'13"   |
| 3    | John Gadret       | AG2R    | a 1'15"   |

## Classifiche finali

### Classifica generale
| Pos. | Corridore             | Squadra     | Tempo     |
| ---- | --------------------- | ----------- | --------- |
| 1    | Romain Bardet         | AG2R        | 14h09'22" |
| 2    | Luis León Sánchez     | Belkin      | a 1'13"   |
| 3    | John Gadret           | AG2R        | a 1'15"   |
| 4    | Sébastien Reichenbach | IAM         | a 1'37"   |
| 5    | Stéphane Rossetto     | Auber 93    | a 1'50"   |
| 6    | Thibaut Pinot         | FDJ         | a 1'55"   |
| 7    | Kenny Elissonde       | FDJ         | a 2'00"   |
| 8    | Wout Poels            | Vacansoleil | s.t.      |
| 9    | Tom-Jelte Slagter     | Belkin      | a 2'01"   |
| 10   | Dries Devenyns        | Omega       | a 3'48"   |

### Classifica a punti
| Pos. | Corridore         | Squadra     | Punti |
| ---- | ----------------- | ----------- | ----- |
| 1    | Romain Bardet     | AG2R        | 43    |
| 2    | Wout Poels        | Vacansoleil | 41    |
| 3    | Luis León Sánchez | Belkin      | 37    |

### Classifica scalatori
| Pos. | Corridore         | Squadra | Punti |
| ---- | ----------------- | ------- | ----- |
| 1    | Matthias Brändle  | IAM     | 35    |
| 2    | Steven Kruijswijk | Belkin  | 27    |
| 3    | Hubert Dupont     | AG2R    | 22    |

### Classifica giovani
| Pos. | Corridore        | Squadra          | Tempo     |
| ---- | ---------------- | ---------------- | --------- |
| 1    | Kenny Elissonde  | AG2R             | 14h11'22" |
| 2    | Clément Chevrier | Sel. Francia U23 | a 5'46"   |
| 3    | Merhawi Kudus    | Bretagne-Séché   | a 6'24"   |

### Classifica a squadre
| Pos. | Squadra                 | Tempo     |
| ---- | ----------------------- | --------- |
| 1    | Belkin Pro Cycling Team | 42h37'34" |
| 2    | AG2R La Mondiale        | a 1'27"   |
| 3    | BigMat-Auber 93         | a 20'08"  |

## Evoluzione delle varie classifiche
| Tappa              | Vincitore          | Classifica generale | Classifica a punti | Classifica GPM    | Classifica giovani | Classifica a squadre                |
| ------------------ | ------------------ | ------------------- | ------------------ | ----------------- | ------------------ | ----------------------------------- |
| P                  | Gianni Meersman    | Gianni Meersman     | Gianni Meersman    | Gianni Meersman   | Dylan van Baarle   | Omega Pharma-Quickstep Cycling Team |
| 1                  | Leonardo Duque     | Gianni Meersman     | Leonardo Duque     | Cyrille Patoux    | Dylan van Baarle   | Omega Pharma-Quickstep Cycling Team |
| 2                  | Grega Bole         | Fabio Felline       | Fabio Felline      | Bert-Jan Lindeman | Natnael Berhane    | Belkin                              |
| 3                  | Luis León Sánchez  | Tom-Jelte Slagter   | Fabio Felline      | Steven Kruijswijk | Kenny Elissonde    | Belkin                              |
| 4                  | Wout Poels         | Romain Bardet       | Romain Bardet      | Matthias Brändle  | Kenny Elissonde    | Belkin                              |
| Classifiche finali | Classifiche finali | Romain Bardet       | Romain Bardet      | Matthias Brändle  | Kenny Elissonde    | Belkin                              |

### Galleria d'immagini

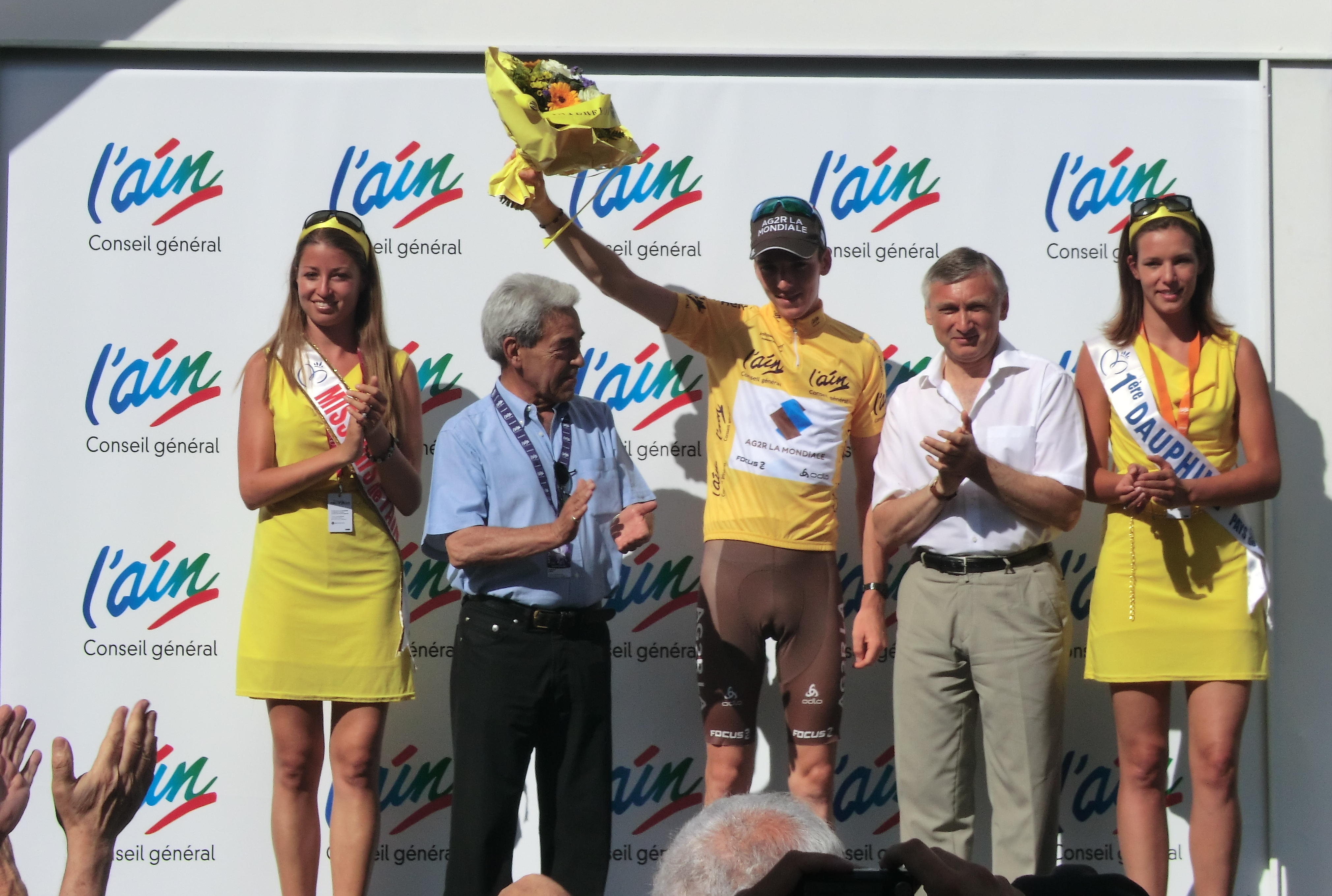
Romain Bardet, classifica generale.
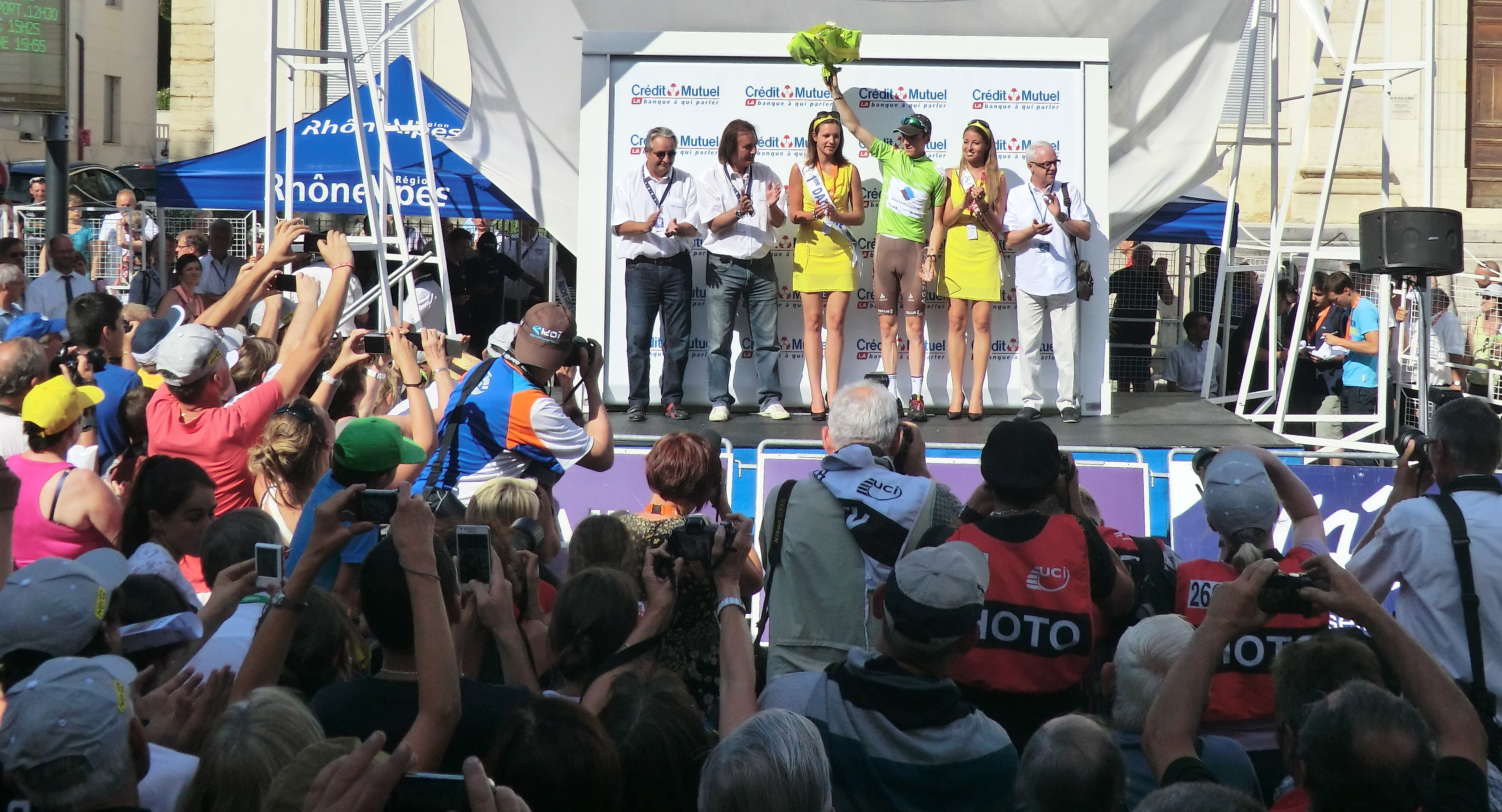
Romain Bardet, classifica a punti.
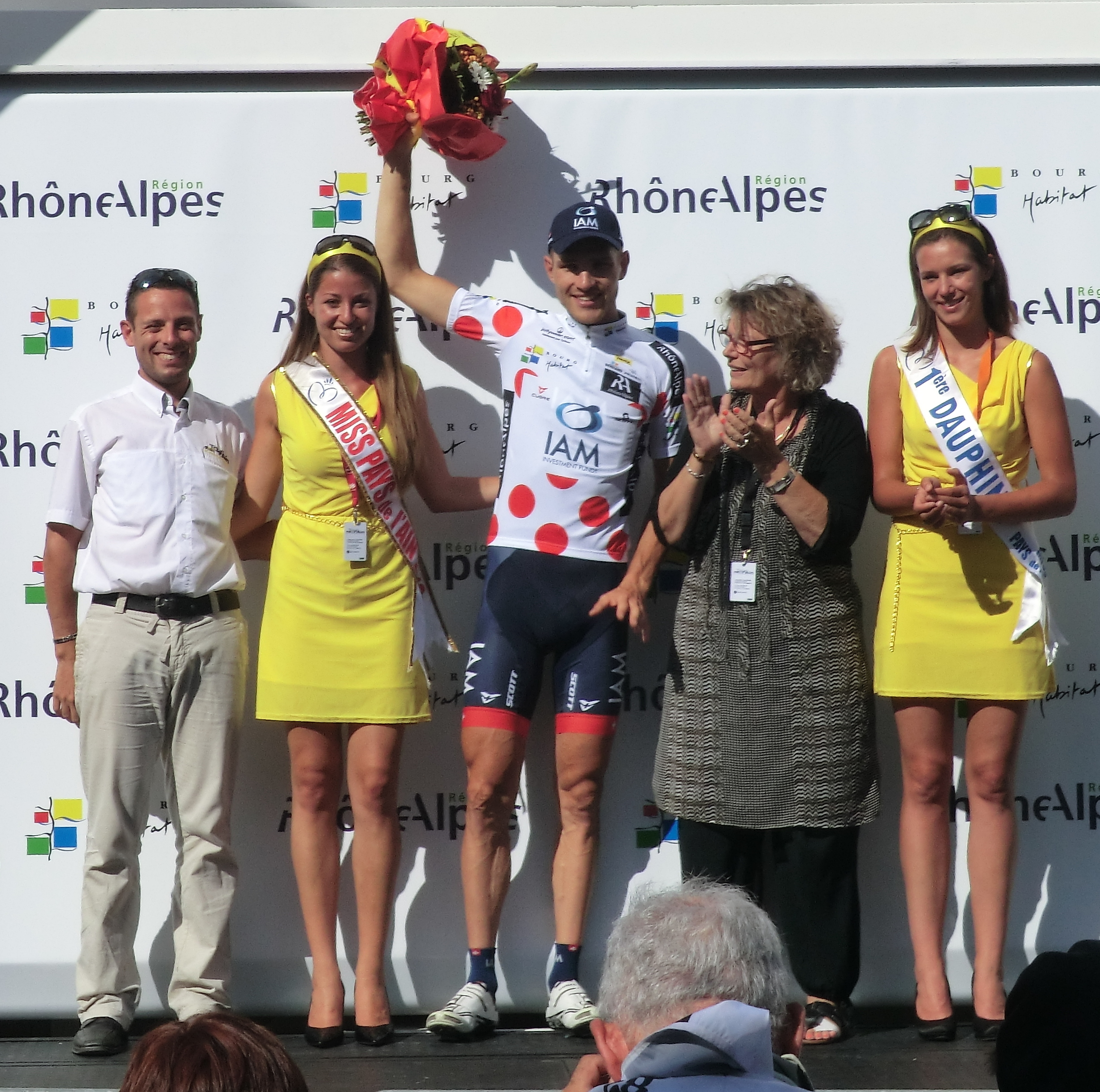
Matthias Brändle, miglior scalatore.
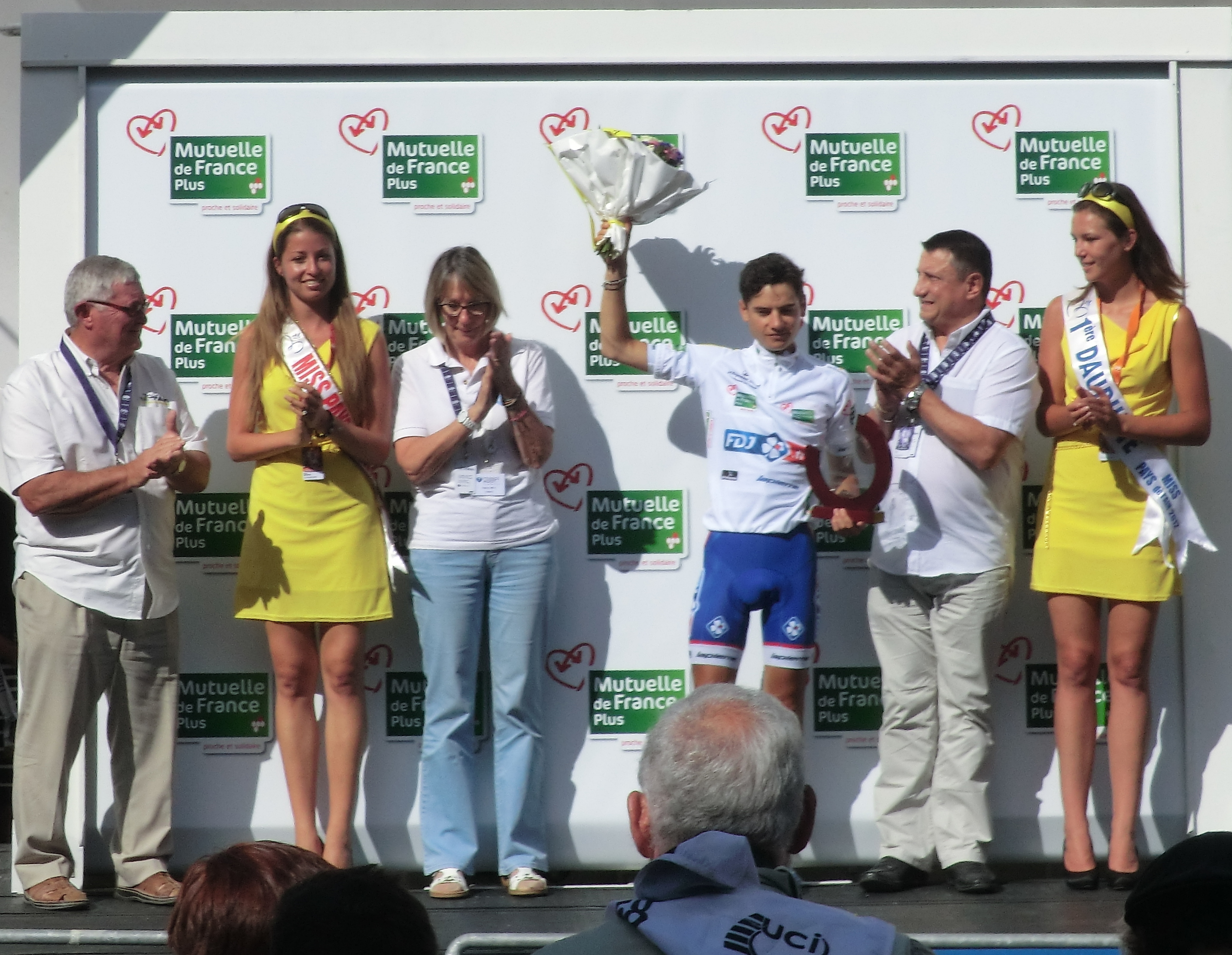
Kenny Elissonde, miglior giovane
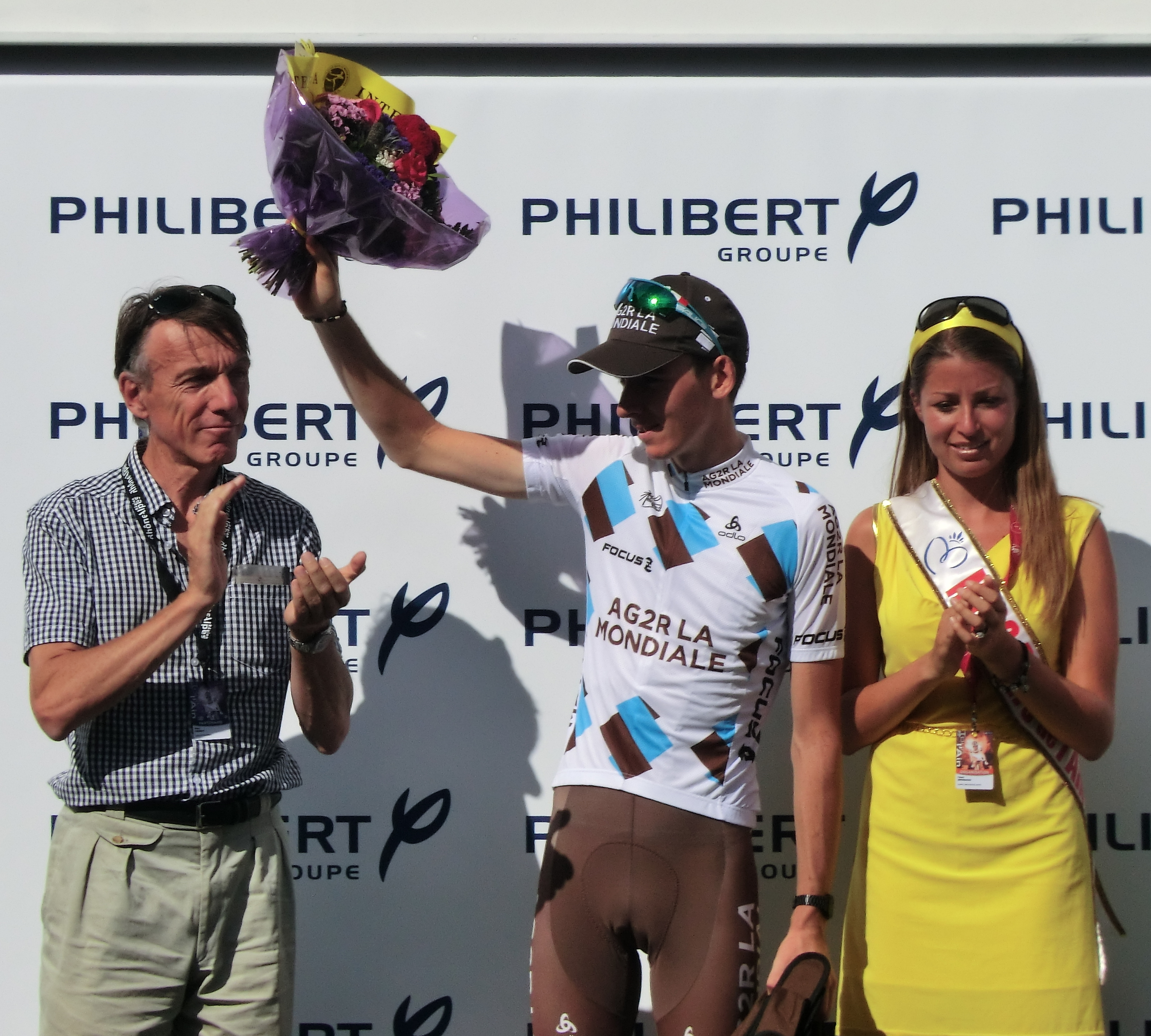
Romain Bardet, super combattivo